# Barlieu
Barlieu é uma comuna francesa na região administrativa do Centro, no departamento Cher. Estende-se por uma área de 27,06 km². Em 2010 a comuna tinha 355 habitantes (densidade: 13,1 hab./km²).